# Bernard von Brentano
Bernard von Brentano (Offenbach am Main, 15 ottobre 1901 – Wiesbaden, 29 dicembre 1964) è stato uno scrittore tedesco.

## Biografia
Bernard von Brentano era figlio del politico Otto von Brentano di Tremezzo e di Lilla Beata Schwerdt, pronipote di Franz Brentano (il fratellastro del filosofo Clemens Brentano), nonché fratello di Heinrich von Brentano, ministro degli esteri della Germania Ovest.
Dopo gli studi di letteratura e filosofia si trasferì a Berlino, dove nel 1922 contrasse un breve matrimonio con la baronessa Marie Elisabeth von Esebeck. Nel 1929 convolò a seconde nozze con Margot Gerlach, dalla quale ebbe due figli. Negli anni venti lavorò nel comitato editoriale del Frankfurter Zeitung, per il quale scrisse più di cento articoli, distinguendosi tra i migliori giornalisti della Repubblica di Weimar.
Avendo abbracciato le teorie comuniste (nel 1928 Bertolt Brecht lo attrasse nell'Associazione degli scrittori proletari rivoluzionari), nel 1930 lasciò il Frankfurter Zeitung per il Berliner Tageblatt. Nel 1932 pubblicò Der Beginn der Barbarei in Deutschland, subito censurato con l'ascesa al potere di Adolf Hitler, così come tutte le sue opere. Ciò gli costò anche l'espulsione dal PEN club.
Brentano esiliò così in Svizzera, per poi ottenere un visto di ritorno in Germania nel 1940 per far visita a sua madre a Darmstadt. Nel 1943 pubblicò una biografia su Schlegel, definito da Hermann Hesse "il miglior libro dell'anno", tuttavia nel 1945 venne attaccato duramente da Manuel Gasser, che sul Die Weltwoche lo accusava di avere simpatie naziste e di essere tornato in patria esclusivamente per poter pubblicare. Brentano in seguito denunciò Gasser per diffamazione e vinse la causa.
Dopo la seconda guerra mondiale divenne membro della Deutsche Akademie für Sprache und Dichtung ("Accademia tedesca di lingua e letteratura"). Il Deutsches Literaturarchiv di Marbach am Neckar custodisce i suoi documenti.

## Opere principali
- Gedichte, 1923 (poesia)
- Der Beginn der Barbarei in Deutschland, 1932
- Prozess ohne Richter, 1937